# Jean-Sébastien Bérubé (hockey sur glace)
Pour les articles homonymes, voir Bérubé et Jean-Sébastien Bérubé.
Jean-Sébastien Bérubé (né le 20 juillet 1990 à Matane, dans la province de Québec au Canada) est un joueur professionnel canadien de hockey sur glace.

## Carrière de joueur
Après avoir joué une saison avec les Albatros du Collège Notre-Dame de la Ligue de hockey midget AAA, il passe quatre saisons avec les Huskies de Rouyn-Noranda de la Ligue de hockey junior majeur du Québec.
Lors du repêchage de 2008 il est sélectionné par les Devils du New Jersey. Il dispute sa première partie professionnelle au terme de la saison 2009-2010 avec les Devils de Lowell de la Ligue américaine de hockey.
Au cours des trois saisons suivantes il fait la navette entre les Devils d'Albany de la Ligue américaine de hockey et les Devils de Trenton de l'East Coast Hockey League.
Le 15 juin 2013 il est sélectionné en troisième ronde (19e au total) par les 3L de Rivière-du-Loup lors du repêchage universel de la Ligue nord-américaine de hockey. Le 20 août il signe un contrat avec l'équipe.

## Statistiques en carrière
| Saison    | Équipe                         | Ligue      |    | Saison régulière | Saison régulière | Saison régulière | Saison régulière | Saison régulière |   | Séries éliminatoires | Séries éliminatoires | Séries éliminatoires | Séries éliminatoires | Séries éliminatoires |
| Saison    | Équipe                         | Ligue      | PJ | B                | A                | Pts              | Pun              | PJ               | B | A                    | Pts                  | Pun                  |                      |                      |
| 2005-2006 | Albatros du Collège Notre-Dame | Midget AAA | 44 | 3                | 4                | 7                | 60               | 9                | 0 | 1                    | 1                    | 2                    |                      |                      |
| 2006-2007 | Huskies de Rouyn-Noranda       | LHJMQ      | 40 | 3                | 7                | 10               | 22               | 16               | 0 | 0                    | 0                    | 4                    |                      |                      |
| 2007-2008 | Huskies de Rouyn-Noranda       | LHJMQ      | 64 | 12               | 12               | 24               | 118              | 17               | 1 | 3                    | 4                    | 16                   |                      |                      |
| 2008-2009 | Huskies de Rouyn-Noranda       | LHJMQ      | 64 | 15               | 11               | 26               | 143              | 6                | 0 | 1                    | 1                    | 10                   |                      |                      |
| 2009-2010 | Huskies de Rouyn-Noranda       | LHJMQ      | 64 | 24               | 21               | 45               | 130              | 11               | 1 | 1                    | 2                    | 10                   |                      |                      |
| 2009-2010 | Devils de Lowell               | LAH        | -  | -                | -                | -                | -                | 1                | 0 | 0                    | 0                    | 0                    |                      |                      |
| 2010-2011 | Devils de Trenton              | ECHL       | 44 | 12               | 18               | 30               | 84               | -                | - | -                    | -                    | -                    |                      |                      |
| 2010-2011 | Devils d'Albany                | LAH        | 17 | 0                | 2                | 2                | 8                | -                | - | -                    | -                    | -                    |                      |                      |
| 2011-2012 | Devils de Trenton              | ECHL       | 17 | 5                | 11               | 16               | 30               | -                | - | -                    | -                    | -                    |                      |                      |
| 2011-2012 | Devils d'Albany                | LAH        | 28 | 1                | 6                | 7                | 27               | -                | - | -                    | -                    | -                    |                      |                      |
| 2012-2013 | Devils de Trenton              | ECHL       | 13 | 5                | 6                | 11               | 26               | -                | - | -                    | -                    | -                    |                      |                      |
| 2012-2013 | Devils d'Albany                | LAH        | 10 | 1                | 1                | 2                | 16               | -                | - | -                    | -                    | -                    |                      |                      |
| 2013-2014 | 3L de Rivière-du-Loup          | LNAH       | 37 | 19               | 24               | 43               | 41               | 4                | 2 | 1                    | 3                    | 2                    |                      |                      |
| 2014-2015 | 3L de Rivière-du-Loup          | LNAH       | 27 | 12               | 18               | 30               | 53               | -                | - | -                    | -                    | -                    |                      |                      |
| 2014-2015 | Marquis de Jonquière           | LNAH       | 4  | 2                | 1                | 3                | 6                | 1                | 0 | 0                    | 0                    | 0                    |                      |                      |
| 2015-2016 | Marquis de Jonquière           | LNAH       | 40 | 18               | 22               | 40               | 50               | 11               | 1 | 2                    | 3                    | 12                   |                      |                      |
| 2016-2017 | Marquis de Jonquière           | LNAH       | 35 | 10               | 12               | 22               | 44               | 9                | 0 | 4                    | 4                    | 16                   |                      |                      |
| 2017-2018 | Cool FM 103,5 de Saint-Georges | LNAH       | 28 | 12               | 12               | 24               | 40               | 7                | 2 | 1                    | 3                    | 4                    |                      |                      |
| 2017-2018 | Draveurs de Trois-Rivières     | LNAH       | 6  | 1                | 5                | 6                | 8                | -                | - | -                    | -                    | -                    |                      |                      |
| 2018-2019 | Marquis de Jonquière           | LNAH       | 36 | 9                | 18               | 27               | 24               | 19               | 4 | 7                    | 11                   | 10                   |                      |                      |
| 2019-2020 | Marquis de Jonquière           | LNAH       | 29 | 5                | 2                | 7                | 30               | -                | - | -                    | -                    | -                    |                      |                      |